# Nagebootste stoornis
Een nagebootste stoornis is een psychische aandoening waarbij de patiënt bij zichzelf bewust letsel toebrengt of somatische of psychiatrische ziektebeelden fingeert om aandacht te krijgen. In tegenstelling tot simulatie is de motivatie van (onbewuste) psychologische aard en niet uitsluitend materieel (zoals financieel gewin of strafontwijking). Simulatie is geen psychische aandoening.
Bij de nagebootste stoornis zijn de gedragingen van de patiënt opzettelijk, vrijwillig en doelbewust, maar hij heeft er geen controle over. De patiënt weet wat hij doet, maar niet waarom.
De nagebootste stoornis opgelegd aan zichzelf wordt ook wel het syndroom van Münchhausen genoemd, naar een verhalenbundel over de Baron von Münchhausen die vele reizen maakte en opviel door zijn theatrale, fantastische en verzonnen verhalen. Omdat dit eigenlijk niet ging over het beschreven gedrag van voorwenden van symptomen of ziekten in het ziekenhuis, werd gepleit voor de term nagebootste stoornis. Het syndroom van Münchhausen wordt nu meer geassocieerd met een bepaald subtype van de nagebootste stoornis, waarin pathologisch liegen met dramatische verhalen en zwerfgedrag (trekken van ziekenhuis naar ziekenhuis en stad naar stad) meer op de voorgrond staan.
In het psychiatrisch classificatiesysteem DSM-IV stond de nagebootste stoornis in de sectie 'somatoforme stoornissen'. In de DSM-5 staat de nagebootste stoornis in de sectie 'somatisch-symptoomstoornis en verwante stoornissen'. Er moet echter duidelijk onderscheid gemaakt worden met somatisch-symptoomstoornis en conversiestoornis waar de klachten niet bewust of vrijwillig worden nagebootst, maar er sprake is van echte lichamelijke klachten.
Er wordt gedacht dat deze aandoening vaak is geassocieerd met een ernstige persoonlijkheidsstoornis. In de wetenschappelijke literatuur blijkt echter een depressieve stoornis veel vaker voor te komen. Cijfers over etiologie, epidemiologie en prognose en effect van behandeling zijn vooral gebaseerd op gevalsbeschrijvingen, omdat de nagebootste stoornis moeilijk wetenschappelijk te onderzoeken is. Het lijkt vaker voor te komen bij vrouwen, en naar schatting is 27% werkzaam in de gezondheidszorg.
Men kan een patiënt verdenken van een nagebootste stoornis indien:
1. er een atypische of dramatische presentatie is van symptomen, die niet overeenkomt met een bekende stoornis
2. er sprake is van discrepantie met klinische presentatie en bevindingen bij aanvullend onderzoek (bijv. bloedonderzoek of histopathologie)
3. de symptomen en gedragingen die te maken hebben met het probleem zich enkel voordoen als de patiënt geobserveerd wordt
4. er sprake is van pseudologia fantastica
5. de patiënt storend gedrag vertoont op de afdeling
6. de patiënt een uitgebreide kennis heeft van medische terminologie en de routine in het ziekenhuis
7. er verborgen gebruik is van middelen (alcohol/drugs)
8. er aanwijzingen zijn voor multipele behandelingen
9. er een uitgebreide geschiedenis is van reizen
10. er weinig bezoekers bij de patiënt zijn
11. er een fluctuerend klinisch beloop is met snelle ontwikkeling van nieuwe symptomen als de resultaten van de observaties negatief blijken
12. Opvallende symptoomverschuivingen tijdens het ziektebeloop

Als een nagebootste stoornis verdacht of ontdekt wordt, is het belangrijk dat er op de juiste manier mee omgegaan wordt.

## Nagebootste stoornis opgelegd aan een ander
Bij de nagebootste stoornis opgelegd aan een ander is er sprake van opzettelijk en bewust voorwenden of heimelijk veroorzaken van lichamelijke of psychische symptomen, meestal bij een kind door zijn of haar ouder. Dit staat ook wel bekend als syndroom van Münchhausen ‘by proxy’, ook al voldoen de daders vaak niet per se aan het eerder beschreven profiel bij het syndroom van Münchhausen. Ook hier is het motief onbewust, maar lijkt deze vergelijkbaar met die van bij een nagebootste stoornis opgelegd aan zichzelf: aandacht in de rol als ouder van een ziek kind.